# Enquête de la Cour pénale internationale en Palestine

Sceau de la Cour pénale internationale.

Le 20 décembre 2019, Fatou Bensouda, procureure de la Cour pénale internationale, annonce l'ouverture d'une enquête sur les crimes de guerre qui auraient été commis en Palestine par du personnel israélien ou des membres du Hamas et d'autres groupes armés palestiniens depuis le 13 juin 2014,.
Les allégations portent notamment sur l'établissement de colonies illégales en Cisjordanie et sur des violations du droit de la guerre commises par du personnel des forces de défense israéliennes pendant la guerre de Gaza de 2014, y compris des allégations de ciblage d'installations de la Croix-Rouge. Des membres d'organisations palestiniennes armées, dont le Hamas, ont été accusés d'avoir délibérément attaqué des civils israéliens et d'avoir utilisé des Palestiniens comme boucliers humains (en),,. Israël n'est pas membre de la Cour pénale internationale (CPI) et conteste la compétence de cette dernière au motif que la Palestine n'est pas un État souverain susceptible d'être partie au Statut de Rome, et le Premier ministre d'Israël Benyamin Netanyahou a condamné à plusieurs reprises les allégations et l'enquête. Selon le procureur général de la CPI, Karim Khan, les crimes de guerre présumés commis par des Israéliens sur le territoire palestinien et par des Palestiniens sur le territoire israélien pendant la guerre à Gaza depuis 2023 relèvent de la compétence de l'enquête sur la Palestine.

## Enquête préliminaire et question de compétence
La compétence de la CPI est limitée aux territoires et aux ressortissants des États parties. Israël a signé le Statut de Rome le 31 décembre 2000 mais ne l'a pas ratifié. La Palestine est devenue un État partie avec effet au 1er avril 2015,.
Le 22 janvier 2009, l'Autorité nationale palestinienne soumet une déclaration ad hoc, datée de la veille, acceptant la compétence de la Cour pour « les actes commis sur le territoire de la Palestine depuis le 1er juillet 2002 ». Le 3 avril 2012, le Procureur de la CPI juge la déclaration invalide car le Statut de Rome n'autorise que les « États » à faire une telle déclaration et la Palestine est désignée à l'époque comme une « entité observatrice » au sein des Nations unies (l'organe qui est le dépositaire (en) du Statut de Rome).
Le 29 novembre 2012, l'Assemblée générale des Nations unies adopte la résolution 67/19, reconnaissant la Palestine comme un État observateur non membre. En novembre 2013, le Procureur conclut que cette décision « ne remédiait pas à l'invalidité juridique de la déclaration de 2009 ». Une deuxième déclaration acceptant la compétence de la Cour aurait été soumise en juillet 2014 par le ministre palestinien de la Justice Saleem al-Saqqa et le procureur général Ismaeil Jabr, mais le procureur de la CPI répond que seul le chef d'État, le chef de gouvernement ou le ministre des Affaires étrangères est habilité à faire une telle déclaration. N'ayant pas reçu, lors d'une réunion en août, la confirmation du ministre des affaires étrangères Riyad Al-Maliki que la déclaration avait été faite au nom du gouvernement palestinien, le procureur conclut que la déclaration est invalide parce qu'elle n'émane pas d'une autorité ayant le pouvoir de la faire.
Dans un avis publié en août 2014, le Procureur de la CPI déclare qu'en raison du nouveau statut de la Palestine, celle-ci est qualifiée pour adhérer au Statut de Rome. Le 2 septembre 2014, le Procureur précise que si la Palestine déposait une nouvelle déclaration ou adhérait au Statut de Rome, celle-ci serait considérée comme valide. En décembre 2014, l'assemblée des États parties de la CPI reconnaît la Palestine comme un « État » sans préjudice de toute décision juridique ou autre prise par la Cour ou toute autre organisation,.Une troisième déclaration est soumise par la Palestine le 1er janvier 2015, datée du 31 décembre 2014, acceptant la compétence de la Cour à compter du 13 juin 2014.
La Palestine adhère au Statut de Rome le 2 janvier 2015, avec effet au 1er avril 2015, et le procureur accepte la Palestine en tant qu'État partie. En décembre 2019, Israël soutient que la Cour n'est pas compétente parce que la Palestine n'est pas un  État souverain, dans un mémoire du procureur général israélien Avichaï Mandelblit publié quelques heures avant l'annonce de Fatou Bensouda,. La validité juridique de la décision d'accepter la Palestine en tant qu'État partie est définitivement confirmée six ans plus tard, en 2021.
Une enquête préliminaire est ouverte en 2015.

## Rapport de Fatou Bensouda (2019)
Selon Fatou  Bensouda, en décembre 2019, les critères pour une enquête approfondie sont tous remplis, mais la compétence n'a pas été établie. Elle déclare : « Je suis convaincue que des crimes de guerre ont été ou sont en train d'être commis en Cisjordanie, y compris à Jérusalem-Est, et dans la bande de Gaza ».
Selon le rapport de Fatou Bensouda, le système judiciaire israélien prévoit déjà des dispositions pour punir les personnes accusées de crimes de guerre, ce qui signifie que la CPI pourrait ne pas être compétente pour les violations israéliennes présumées ; Fatou Bensouda écrit qu'elle devra continuer à examiner « la portée et l'authenticité des procédures nationales pertinentes » qui sont toujours en cours. Elle considère « une base raisonnable pour croire que les membres du Hamas et des groupes armés palestiniens » sont coupables de crimes de guerre, mais ces groupes ne disposent d'aucun mécanisme pour punir de telles violations.
Israël est accusé d'avoir établi illégalement des colonies en Cisjordanie et d'avoir violé les lois de la guerre pendant la guerre de Gaza de 2014, notamment en affirmant avoir pris pour cible des installations de la Croix-Rouge. Des organisations palestiniennes armées, dont le Hamas, sont accusées d'avoir délibérément attaqué des civils israéliens et d'avoir utilisé des Palestiniens comme boucliers humains,,.

## Réactions
Le premier ministre israélien Benyamin Netanyahou condamne l'enquête comme étant « un jour noir pour la vérité et la justice » et « du pur antisémitisme », tandis que le journal israélien Yediot Aharonot dénonce « l'hypocrisie de La Haye » dans un titre. Dans une interview avec The Times of Israel, Fatou Bensouda décrit l'accusation d'antisémitisme comme « une accusation particulièrement regrettable et sans fondement » et elle souligne que le tribunal s'efforce d'être juste et impartial.
Le secrétaire d'État américain Mike Pompeo déclare : « Nous nous opposons fermement à cette action et à toute autre action visant à cibler Israël de manière injuste ». L'Australie fait valoir que les problèmes devraient être résolus par la négociation, 
tandis que l'Allemagne déclare qu'elle fait confiance à la Cour et qu'elle veut éviter de politiser l'affaire. La Hongrie annonce qu'elle est d'accord avec les arguments d'Israël concernant la juridiction.
L'Autorité palestinienne publie une déclaration indiquant que « la Palestine se félicite de cette mesure qui aurait dû être prise depuis longtemps pour faire avancer le processus vers une enquête, après près de cinq longues et difficiles années d'examen préliminaire ».

## Décisions relatives à la compétence

### Décision finale du procureur général
Le 16 mars 2020, à la suite de la présentation de mémoires d'amicus curiae, Fatou Bensouda demande un mois supplémentaire pour examiner la question du statut d'État palestinien et de la juridiction sur la Cisjordanie, Gaza et Jérusalem-Est. Environ 50 pays et ONG ont déposé de tels mémoires pour examen et le 29 avril 2020, plus de 180 organisations palestiniennes et internationales et des particuliers ont déposé une lettre ouverte en faveur de la Palestine,. Les mémoires d'amici curiae déposés par huit États parties, l'Australie, l'Autriche, le Brésil, le Canada, la République tchèque, l'Allemagne, la Hongrie et l'Ouganda font valoir que la CPI n'est pas compétente au motif que la Palestine n'est pas un État.
Le 30 avril 2020, Fatou Bensouda maintient sa conclusion initiale, en écrivant : « L'Accusation a examiné attentivement les observations des participants et reste d'avis que la Cour a compétence sur le Territoire palestinien occupé »,.

### Chambre préliminaire I de la CPI
Le 5 février 2021, la Chambre préliminaire I de la CPI « décide, à la majorité, que la compétence territoriale de la Cour dans la situation en Palestine, État partie au Statut de Rome de la CPI, s'étend aux territoires occupés par Israël depuis 1967, à savoir Gaza et la Cisjordanie, y compris Jérusalem-Est ». Les juges décident que la Cour est compétente, rejetant l'argument contraire d'Israël. La décision ne vise pas à déterminer le statut d'État ou les frontières légales. Le juge président Péter Kovács joint une opinion partiellement dissidente,.
Le 3 mars, moins d'un mois après la décision de la CPI, le procureur ouvre l'enquête qui « couvrira les crimes relevant de la compétence de la Cour qui auraient été commis dans la situation [de la Palestine] depuis le 13 juin 2014, date à laquelle il est fait référence dans le renvoi de la situation à mon Bureau ». Sans la déclaration supplémentaire de la Palestine, la Cour n'aurait eu compétence sur les événements en Palestine qu'après le 1er avril 2015
Le 1er janvier 2015, le New York Times rapporte les propos de Shawan Jabarin, directeur du groupe de défense des droits de l'homme Al Haq, selon lesquels « les Palestiniens soumettraient une demande de juridiction rétroactive au 13 juin dernier, pour coïncider avec la période examinée » par la Mission d'établissement des faits de l'ONU sur le conflit Israël-Gaza de 2014 (en),. Selon l'Associated Press, « les Palestiniens ont choisi juin 2014 comme point de départ de l'enquête pour coïncider avec les préparatifs de la guerre dévastatrice d'Israël à Gaza cet été-là ».

## Enquête

### 2021–2022
Le 18 mars 2021, le bureau du procureur de la CPI déclare qu'il a envoyé des mises en demeure à Israël et à l'Autorité palestinienne, leur donnant un mois pour « demander un report en prouvant qu'ils mènent leurs propres enquêtes », et que des lettres ont été envoyées aux États membres de la CPI le 9 mars. Le 18 mars 2021, le Times of Israel, citant la chaîne israélienne Channel 13, rapporte qu'Israël a reçu une lettre de la CPI exposant brièvement les trois principaux domaines sur lesquels porterait l'enquête : la guerre de Gaza de 2014, la politique de colonisation israélienne et les manifestations de 2018-2019 à la frontière de Gaza. Après avoir été interrogé au poste frontière Jordanie-Palestine à son retour en Cisjordanie le 21 mars 2021, après une réunion avec le procureur de la CPI à La Haye, le ministre des affaires étrangères et des expatriés Riyad Malki déclare que les autorités israéliennes ont menacé d'imposer des sanctions pour avoir communiqué avec la CPI, mais que les contacts se poursuivront malgré tout,. Le 8 avril 2021, Israël déclare qu'il écrirait pour dire qu'il ne coopérerait pas à l'enquête de la CPI, arguant que la Cour n'est pas compétente et que son propre système judiciaire est capable de juger les soldats soupçonnés d'avoir commis des crimes de guerre.
Le ministre des Affaires étrangères et des Expatriés Riyad Al-Maliki rencontre le procureur de la CPI Karim Khan à La Haye le 9 juin 2022 et « s'est interrogé sur le retard des enquêtes de la Cour sur la question palestinienne ». Selon WAFA, Karim Khan a déclaré que la Palestine était l'une des affaires examinées par la Cour et que l'échec n'est pas une option. Le Jerusalem Post rapporte qu'au 18 juin 2022, un an après le remplacement de Fatou Bensouda par Karim Khan, ce dernier « [n'avait] pas fait une seule déclaration publique ou pris une seule mesure publique concernant Israël-Palestine ». Karim Khana prend une position active et forte sur l'invasion de l'Ukraine par la Russie en 2022, avec un soutien international, basé sur le fait que l'Ukraine a déposé une acceptation ad hoc des crimes commis sur son territoire, même si la Russie n'est pas membre de la CPI, similaire à la situation palestinienne. En mai, les organisations palestiniennes des droits de l'homme Al-Haq, Al-Mezan et le Centre palestinien pour les droits de l'homme (PCHR) soumettent un dossier à la CPI concernant les crimes présumés commis à Gaza pendant la crise israélo-palestinienne de 2021.Les soumissions ont été faites concernant la mort de Shireen Abu Akleh, ajoutées à un dossier existant en avril concernant quatre autres journalistes, arguant que les forces de sécurité israéliennes ont systématiquement ciblé les journalistes palestiniens en violation du droit humanitaire international.

### 2023 - Présent
En 2023, le Greffe de la CPI continue de fournir des rapports trimestriels sur ses demandes d'information et de sensibilisation aux victimes et aux communautés affectées, comme requis depuis décembre 2018, publiant son 19e rapport en mai 2023. Les unités de la CPI impliquées dans les activités à la date du rapport de mai 2023 comprennent des unités telles que la Section de la participation des victimes et des réparations et le Fonds au profit des victimes. Des travaux sont signalés sur la préparation d'un « module d'information en ligne » de vidéos et d'informations écrites en arabe sur la CPI en relation avec l'enquête en Palestine.
Le 12 octobre, lors de la guerre de 2023 entre Israël et le Hamas, le procureur général de la CPI, M. Khan, déclare que les crimes de guerre commis par des Palestiniens sur le territoire israélien et par des Israéliens sur le territoire palestinien relèveraient de la compétence de l'enquête de la CPI sur la Palestine.
Le 29 novembre, Khan visite le poste frontière de Rafah entre l'Égypte et la bande de Gaza,. Le lendemain, Khan se rend en Israël, après que des familles israéliennes de victimes des attaques du Hamas aient demandé à la CPI d'ordonner une enquête sur les meurtres et les enlèvements,. Au cours de sa visite, Khan se rend sur les sites des massacres de Beeri, Kfar Aza, et du festival de musique Nova près de Re'im. Dans une déclaration qui suit, Khan qualifié les attaques du 7 octobre contre des civils israéliens de crimes internationaux graves, pour lesquels la CPI a été créée
,,. Le 3 décembre, dans un message vidéo envoyé depuis Ramallah, Khan déclare que l'enquête 2021 de la CPI « avance à un rythme soutenu, avec rigueur, avec détermination et en insistant pour que nous agissions non pas sous le coup de l'émotion, mais sur la base de preuves solides ». Il déclare qu'Israël et le Hamas doivent respecter les règles de la guerre et qu'il accélérait son enquête sur les violences commises par les colons israéliens,.
Fin avril 2024, le personnel de la CPI interroge le personnel hospitalier palestinien de la bande de Gaza sur d'éventuels crimes de guerre,.

#### Mandats d’arrêt
Le 20 mai, le procureur général Karim Khan requiert des mandats d’arrêt contre Benyamin Netanyahou, Yoav Gallant, Ismaël Haniyeh, Mohammed Deïf et Yahya Sinwar pour crimes de guerre et crimes contre l’humanité. Le 21 novembre, la CPI accède à la requête de Karim Khan et émet des mandats d'arrêt internationaux pour crimes de guerre et crimes contre l'humanité à l'encontre de Yoav Gallant, Benyamin Netanyahou, ainsi que contre Mohammed Deïf, chef militaire du Hamas, les deux restant Yahya Sinwar et Ismaël Haniyeh sont tuées entre temps.
En janvier 2024, avant l'annonce du 20 mai, Karim Khan a convoqué un groupe de huit experts juridiques et universitaires, dont l'avocate britannique Amal Clooney pour examiner son enquête sur la Palestine. Il demande au panel d'examiner si ses demandes de mandats d'arrêt satisfont aux normes de la CPI. Pour son annonce du mois de mai, il a demandé au panel s'il y avait des « motifs raisonnables de croire que les personnes nommées dans les demandes de mandats d'arrêt ont commis des crimes relevant de la compétence de la Cour de la CPI »
. Les experts publient un rapport et déclarent qu'ils ont étudié en profondeur les preuves et l'analyse juridique. Ils considèrent à l'unanimité que la décision de Karim Khan est justifiée. Les six experts juridiques du panel publient une déclaration dans le Financial Times expliquant leur soutien à la demande de mandat, déclarant que la demande des cinq mandats est « une étape historique pour assurer la justice pour les victimes en Israël et en Palestine ».

## Ressources
En octobre 2023, l'enquête sur la Palestine en particulier et la CPI dans son ensemble sont sous-financées selon Karim Khan. Il déclare : « La Palestine - comme toutes les autres situations que nous connaissons - manque de fonds et de ressources et c'est un défi pour les États parties et la communauté internationale de savoir s'ils souhaitent nous donner les outils nécessaires pour faire notre travail ».

## Administration
Andrew Cayley (en), avocat et ancien procureur militaire, est nommé en mars 2024 pour diriger l'enquête avec l'avocate américaine Brenda Hollis (en).

## Réactions
Le 16 avril 2024, le premier ministre israélien, Benjamin Netanyahou, et trois ministres du gouvernement israélien tiennent une réunion d'urgence avec des conseillers juridiques gouvernementaux pour discuter de la possibilité que des mandats d'arrêt de la CPI soient émis contre le premier ministre israélien Benjamin Netanyahou, d'autres hauts fonctionnaires ou des officiers des forces de défense israéliennes. Selon Canal 12, il est décidé lors de cette réunion qu'« Israël s'adresserait à la Cour et à des personnalités diplomatiques influentes » dans le but de bloquer l'émission de mandats d'arrêt ». Fin avril, les responsables israéliens estiment qu'il est de plus en plus probable que des mandats soient délivrés à l'encontre de responsables israéliens et du Hamas,.
Le Times of Israel (ToI) décrit les responsables israéliens comme faisant « un effort concerté » pour empêcher la CPI de délivrer des mandats. Le ToI déclare que le Conseil national de sécurité israélien et le ministère des Affaires étrangères sont impliqués dans l'action contre l'émission de mandats par la CPI, et que Netanhayou mène une « pression téléphonique ininterrompue » avec le gouvernement américain du président Biden pour empêcher l'émission de mandats. Les diplomates des États du G7 demandent à la Cour de ne pas annoncer de mandats d'arrêt pour crimes de guerre à l'encontre de responsables israéliens ou du Hamas, arguant du fait que ces mandats pourraient « perturber » les pourparlers de cessez-le-feu. La CPI déclare officieusement aux diplomates qu'elle n'est « pas au courant d'une évolution spectaculaire de l'enquête ». La CPI refuse de commenter, déclarant qu'elle ne répondrait pas aux « spéculations des médias »,,.
Zeteo News publie ce qu'il affirme être le scan d'une lettre datée du 24 avril et rédigée par douze sénateurs américains qui déclarent : 

« Ciblez Israël et nous vous ciblerons... [et] sanctionnerons vos employés et associés, et vous interdirons, ainsi qu'à vos familles, l'accès aux États-Unis. ... Vous êtes prévenus. »

Un autre sénateur américain, Chris Van Hollen, décrit la lettre comme une « ingérence dans une affaire judiciaire en menaçant des fonctionnaires de justice. » Le 1er mai 2024, des sénateurs américains rencontrent des fonctionnaires de justice en ligne pour discuter de mandats d'arrêt potentiels. Le 3 mai 2024, le procureur en chef Khan, tout en ne mentionnant pas les mandats, demande que « toutes les tentatives d'entrave, d'intimidation ou d'influence indue sur les fonctionnaires [cessent] immédiatement ». Il se réfère à l'article 70 du Statut de Rome qui définit comme une infraction le fait de « prendre des mesures de rétorsion à l'encontre d'un fonctionnaire de la Cour en raison des fonctions qu'il exerce,, ».